# Jordi Borja
Jordi Borja Sebastià (Barcelona, 18 de junio de 1941) es un geógrafo urbanista, y político español. Es licienciado en Sociología y Ciencias Políticas, diplomado en Geografía y Máster en Urbanismo. Es profesor en la Universidad Abierta de Cataluña (UOC) donde es responsable del Área de Gestión de la Ciudad y Urbanismo de la UOC y desde el 22 de diciembre de 2012 Presidente del Observatori DESC -Derechos económicos, sociales y culturales- ubicado en Barcelona.

## Datos biográficos
Militante del Partido Socialista Unificado de Cataluña (PSUC) desde 1962, estuvo en el exilio desde 1961 a 1968. De 1968 a 1972 fue profesor de sociología urbana en la Universidad de Barcelona y, de 1972 a 1984, de geografía urbana e instituciones territoriales en la Universidad Autónoma de Barcelona. Entre 1969 y 1970 fue vocal de la Sociedad Catalana de Geografía
Fue miembro del Comitè Central del PSUC y del Partido Comunista de España (PCE) y responsable de política municipal y movimientos populares del PSUC de 1974 a 1981. Fue elegido diputado en las elecciones al Parlamento de Cataluña de 1980 por el PSUC, teniente alcalde en el Ayuntamiento de Barcelona, también por el PSUC de 1983 a 1995 y vicepresidente ejecutivo del Área Metropolitana de Barcelona de 1987 a 1991.
Es el director de la empresa de consulting Jordi Borja Urban Technology Consulting S.L., profesor de la Universidad Abierta de Cataluña y director del Master en Gestión Urbana en la Universidad Politécnica de Cataluña. Ha sido profesor en las universidades de París, Roma, Nueva York, México y Buenos Aires y  codirector de la Asesoría de Planes Estratégicos de Río de Janeiro, Bogotá y Medellín. Ha colaborado en numerosas publicaciones como L'Avenç, L'Espill, Mientras Tanto y El País, entre otras.
Desde el 22 de diciembre de 2012, Jordi Borja es Presidente del Observatorio DESC de Barcelona sobre Derechos económicos, sociales y culturales.

## Publicaciones
Libros
- 1986 - Por unos municipios democráticos: diez años de reflexión crítica y movimiento ciudadano.
- 1987 - Descentralización y participación ciudadana.
- 1988 - Democracia local: descentralización del estado, políticas económico-sociales en la ciudad y participación popular.
- 1997 - Local y global: la gestión de las ciudades en la era de la información.
- 1998 - La ciutat del futur, el futur de les ciutats con Oriol Nel·lo i Colom y Josep M. Vallès.
- 2001 - L'espai públic: ciutat i ciutadania, con Zaida Muixí.
- 2003 - La ciudad conquistada.
- 2003 - Urbanismo en el siglo XXI.
- 2010 - Luces y sombras del urbanismo de Barcelona.
- 2014 - Revolución urbana y derechos ciudadanos, Alianza Editorial.[4][5][6]

Publicaciones en Dialnet
- Artículos y publicaciones en Dialnet

Artículos de prensa
- Artículos de Jordi Borja en El País